# Wiglas von Schindel

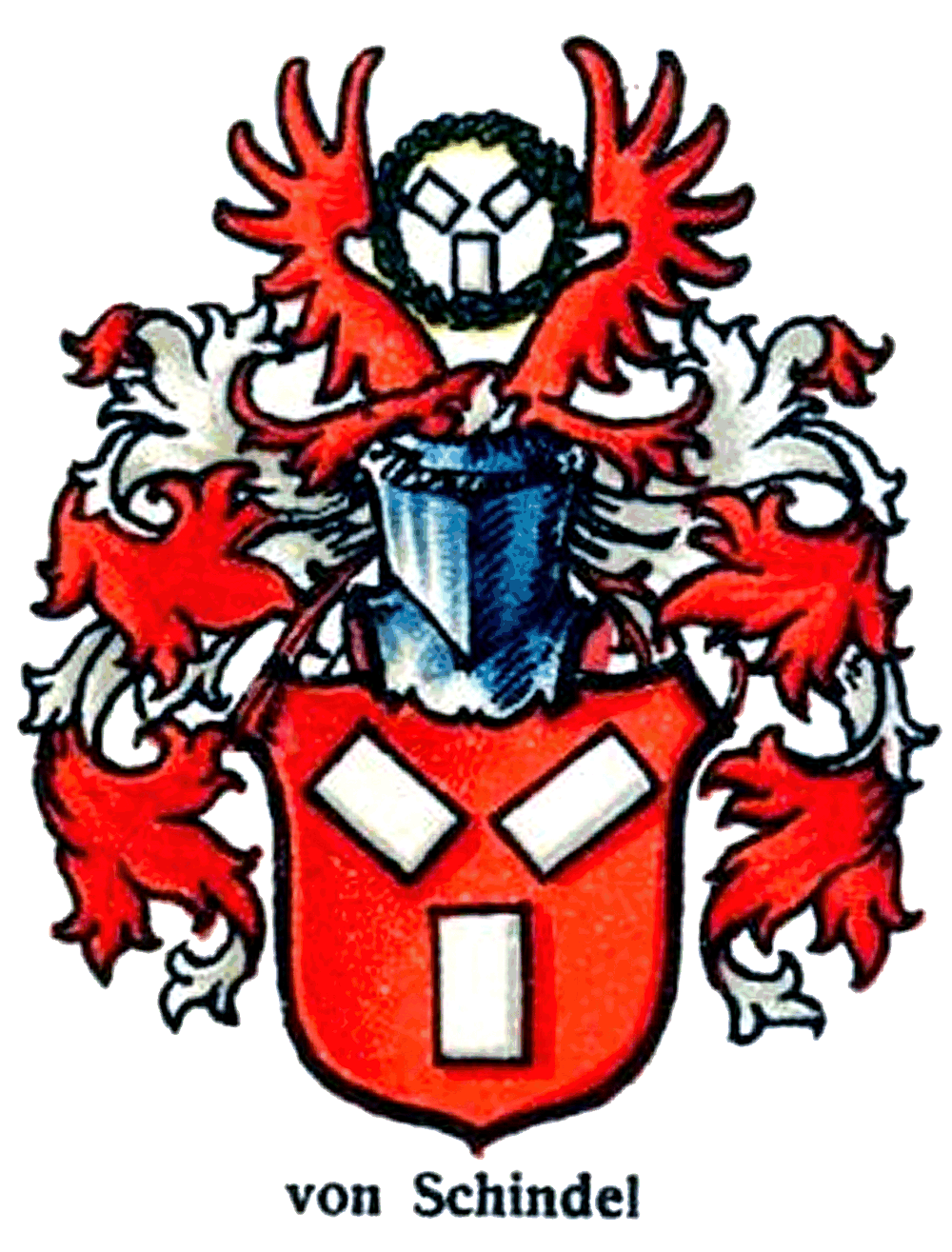
Wappen derer von Schindel

Wiglas von Schindel (* 2. Januar 1643 in Burkersdorf, Fürstentum Schweidnitz; † 16. März 1695 in Dänemark) war ein schlesischer Adliger und Höfling, zuletzt  Oberhof- und Oberstallmeister des dänischen Königs Christian V.

## Geschichte
Er stammte aus dem alten schlesischen Rittergeschlecht derer von Schindel. Seine Eltern waren Wiglas von Schindel, Erbherr auf Burkersdorf und Friedersdorf, und dessen Ehefrau Hedwig, geb. von Gellhorn. Im Alter von zwölf Jahren diente er dem Pfalzgrafen von Sulzbach als Page. Drei Jahre später war er Schüler in Den Haag, wo ihn die adligen Exerzitien gelehrt wurden. Darauf verbrachte er sechs Jahre als Page am Hof des Grafen von Schwarzburg-Arnstadt, später am fürstlichen Hof in Braunschweig-Lüneburg-Celle. Bei einem Besuch in Schwarzburg wurde der Fürst von Öttingen auf Schindel aufmerksam. Schindel trat als Hofmarschall und Oberstallmeister in seine Dienste und richtete auch dessen Begräbnis aus. Nach dem Tode des Fürsten zog er sich für kurze Zeit auf seine Landgüter Puditsch, Wapnitz und Nauche im Fürstentum Oels zurück. Auf Empfehlung berief ihn König Christian V. an den dänischen Hof, um in Kopenhagen die königliche Ritterakademie zu reformieren bzw. neu zu gründen. Schindel erhielt 1690 vom König die Ämter des dänischen Oberhof- und Oberstallmeisters. Er starb 1695 plötzlich an einem Schlagfluss. Seine Nachkommen blieben in Dänemark.

## Familie
Wiglas von Schindel heiratete Anna Helena Freiin von Horn, Tochter des Freiherrn Carl Christoph von Horn, Herr der Herrschaft Rotenburg und Pfaffendorf. Aus der Ehe gingen insgesamt sieben Söhne und drei Töchter hervor, von denen fünf Söhne und zwei Töchter überlebten.